# Theobaldikapelle

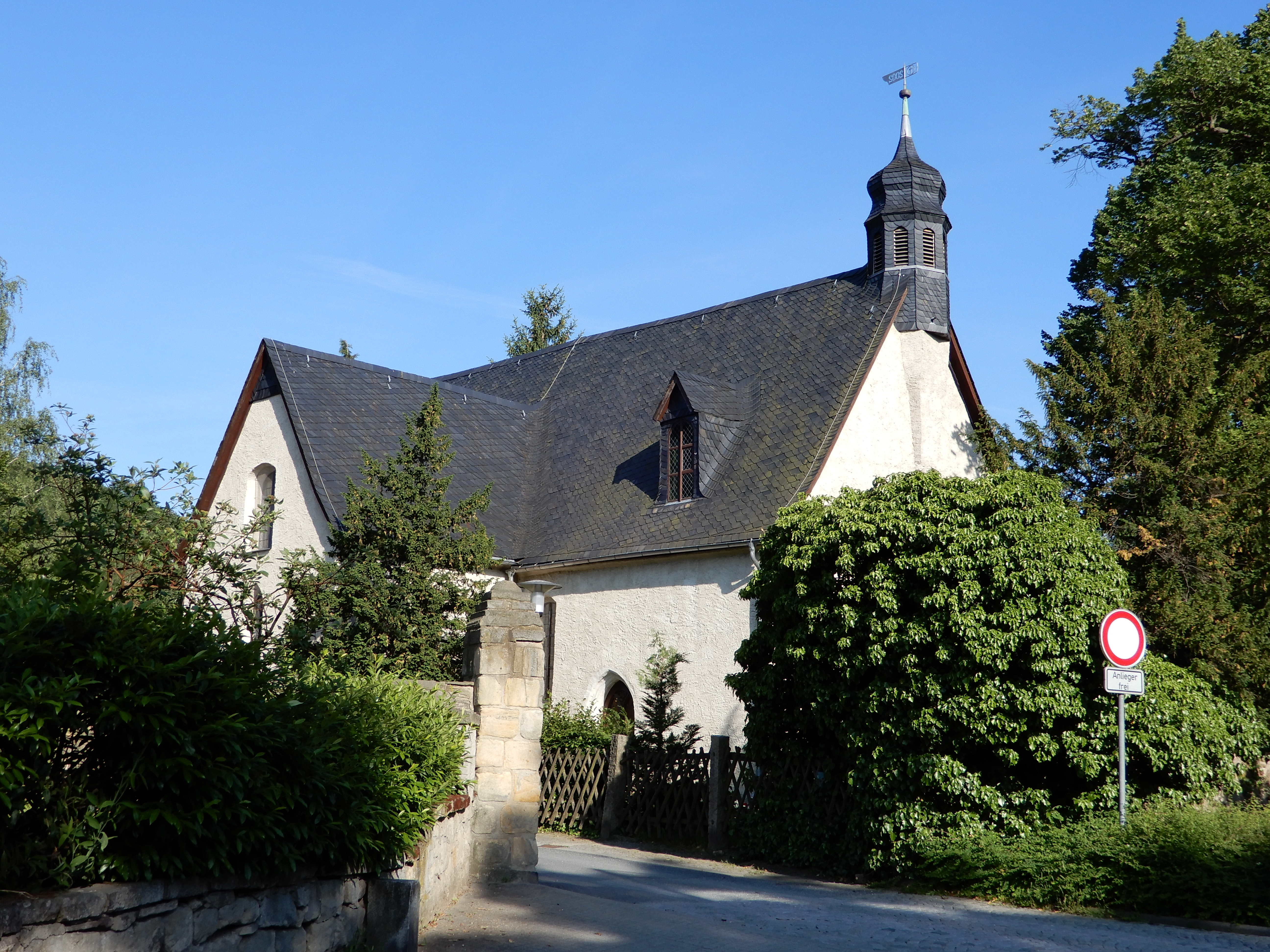
Theobaldikapelle zu Nöschenrode

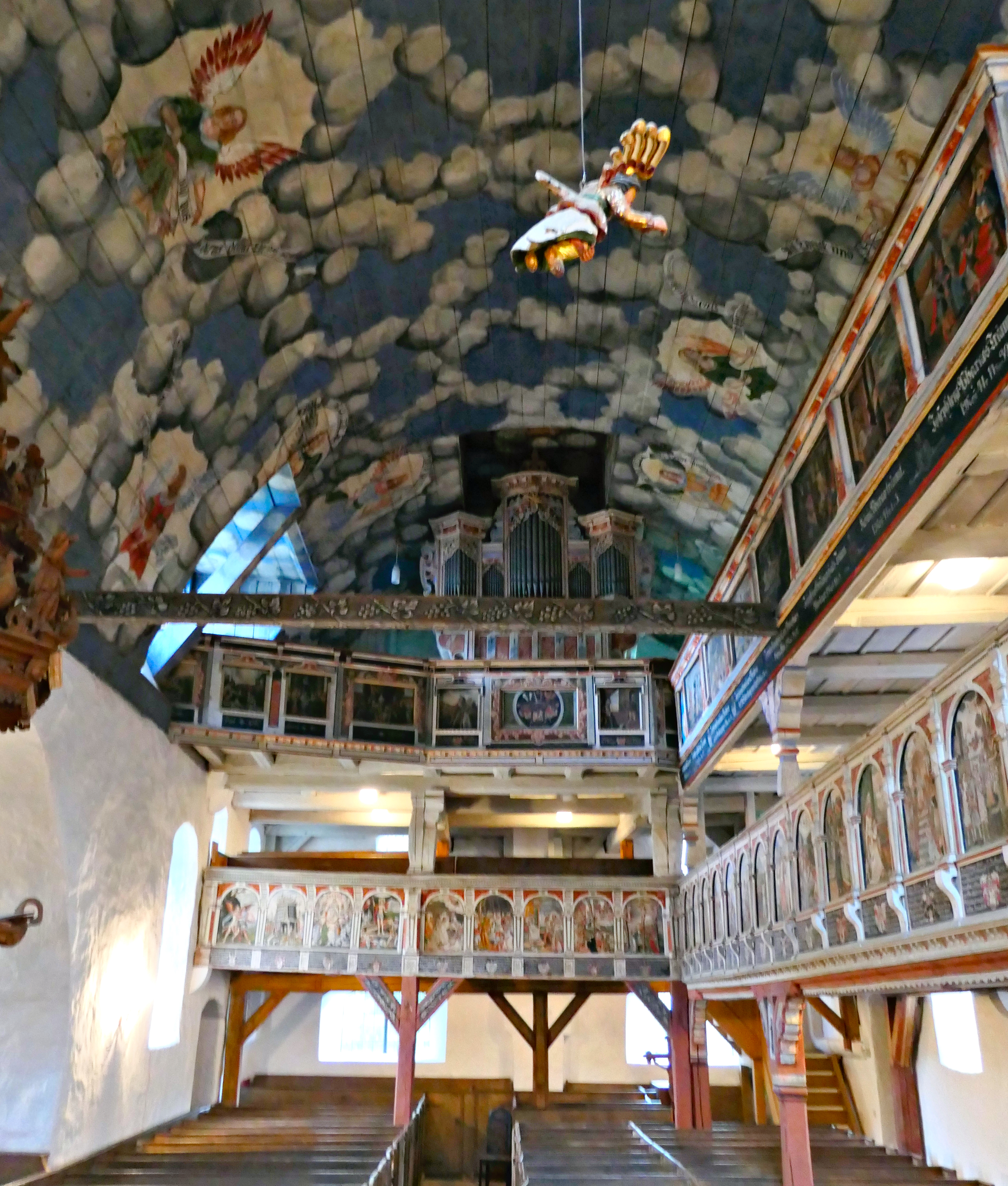
Innenansicht mit Blick auf die Orgelempore

Die Theobaldikapelle ist eine evangelische Kirche im Ortsteil Nöschenrode der Stadt Wernigerode in Sachsen-Anhalt.

## Geschichte
Überliefert ist, dass Graf Heinrich von Wernigerode im Jahr 1400 am Ortsausgang von Nöschenrode die Theobaldikapelle als Sühnekapelle für den von Graf Dietrich 1386 begangenen Landfriedensbruch errichten ließ. In einer Urkunde aus dem Jahre 1403 wird dies bestätigt, obwohl der Baubefund auf ein höheres Alter hinweist. Ihren Namen erhielt die Kapelle nach dem Hl. Theobald von Thann, der 1403 und 1405 in Ablassbriefen mit Theobaldus episcopus et confessor bezeichnet wurde.

## Ausstattung
Im Inneren ist die Kapelle reich verziert. Das Tonnengewölbe ist mit Engeln, Himmel und Wolken bemalt. Der spätgotisch geschnitzte Altar mit Verzierungen stammt aus der zweiten Hälfte des 15. Jahrhunderts, die mit biblischen Zeichnungen verzierten Emporen und die geschnitzte Kanzel sind aufwändig gestaltet. Die Decken- und Wandmalereien stammen von 1636 und wurden durch den Künstler Michael Sperling ausgeführt. Das Orgelgehäuse stammt von 1652; das Innenwerk wurde im Laufe der Zeit mehrfach erneuert. Der Glockenturm wurde 1710 aus Rogenstein an der der Straße zugewandten Seite der Kapelle errichtet. Er war bis Anfang der 2000er Jahre unverputzt.